# Kruissmalkop
De kruissmalkop of kruisloopkever (Panagaeus cruxmajor) is een keversoort uit de familie  van de loopkevers (Carabidae). De wetenschappelijke naam van de soort werd in 1758 als Carabus cruxmajor gepubliceerd door Carl Linnaeus in de tiende editie van Systema naturae.
De kruisloopkever heeft een overwegend zwarte lichaamskleur met vier karakteristieke rode vlekken op het achterlijf. De kever is daarnaast te herkennen aan een dichte beharing over het gehele lichaam. De volwassen kever jaagt op kleine dieren en ook de wormachtige larven jagen op kleine ongewervelden. Ze worden zelden gezien omdat ze niet opvallen en op de bodem in de strooisellaag leven.

## Verspreiding en habitat
De kever komt voor in grote delen van Europa en delen van Azië (het Midden-Oosten) en noordelijk Afrika. In noordelijke delen van het verspreidingsgebied, zoals Groot-Brittannië, Denemarken, België en Nederland, is de soort zeldzamer dan in zuidelijker streken. Hij is een bewoner van vochtige graslanden.
In een aantal delen van het verspreidingsgebied gaat de soort sterk in aantallen achteruit. In Groot-Brittannië was de soort vroeger algemeen in het zuiden en oosten maar in 1998 was hij nog maar van vier locaties bekend. De kever is ook in noordelijk Europa terrein aan het verliezen, zoals in Denemarken, Finland en Zweden. In sommige landen, zoals Duitsland, komt de soort in sommige streken algemeen voor, terwijl de soort op andere plaatsen als bedreigd wordt beschouwd. De loopkever komt in Ierland maar op enkele locaties voor en is daar zeldzaam. De habitat van een in Wales bekende populatie is door de zee vernietigd. Het is onduidelijk of de kevers zich in de omgeving hebben weten te handhaven.
In België en Nederland komt de kruissmalkop niet algemeen voor maar de verschillende populaties zijn als stabiel aan te merken. In Nederland wordt de kever vooral in het zuiden en zuidoosten aangetroffen. In België is de soort meer verspreid door het land te vinden en wordt daar als niet bedreigd beschouwd.

## Kenmerken

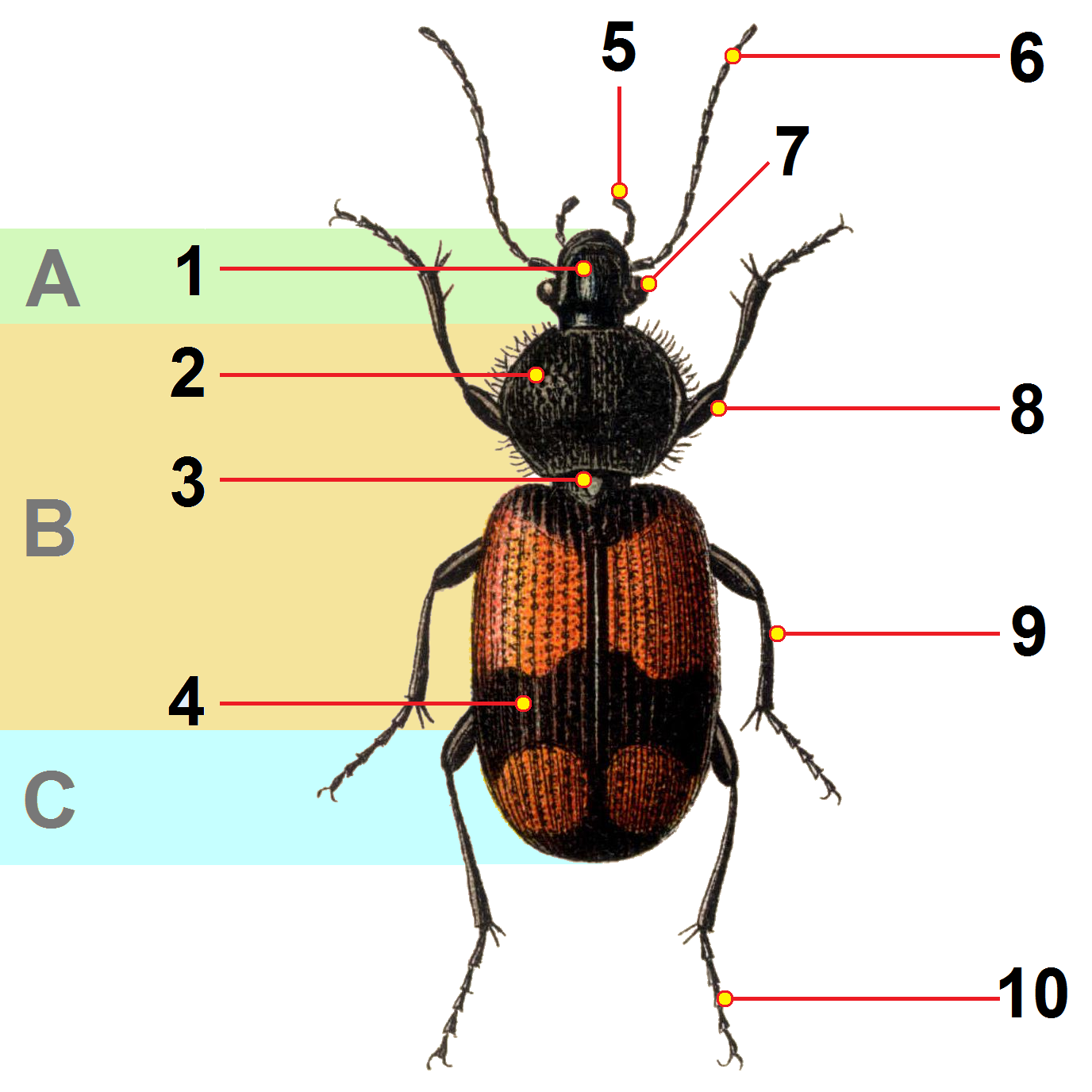
Kenmerken van de kever

De kruissmalkop heeft een zwarte basiskleur met heldere rode vlekken op de dekschilden. Het gehele lichaam draagt een fijne witte tot witgele beharing. De kever is in vergelijking met andere loopkevers een middelgrote soort die een lengte bereikt van 7,5 tot 9 millimeter. De soort is wat groter dan de verder sterk gelijkende soort Panagaeus bipustulatus, die tot 7,5 mm lang wordt.
De kruissmalkop heeft een relatief kleine kop (1). De kaken zijn in vergelijking met die van andere loopkevers klein en niet goed zichtbaar. De ogen (7) zijn bruin en rond. De antennen dragen een fijne lichtgekleurde beharing die ze een fluweelachtige aanblik geeft.
Het halsschild of pronotum (2) is zwart en heeft opvallend afgeronde hoeken waardoor het vrijwel ovaal is. Het oppervlak draagt vele kleine putjes en een fijne beharing van lichtere haartjes. Het schildje of scutellum (3) is egaal zwart. De dekschilden of elytra (4) hebben een zwarte basiskleur met elk twee grote oranjerode vlekken.
De poten zijn zwart.

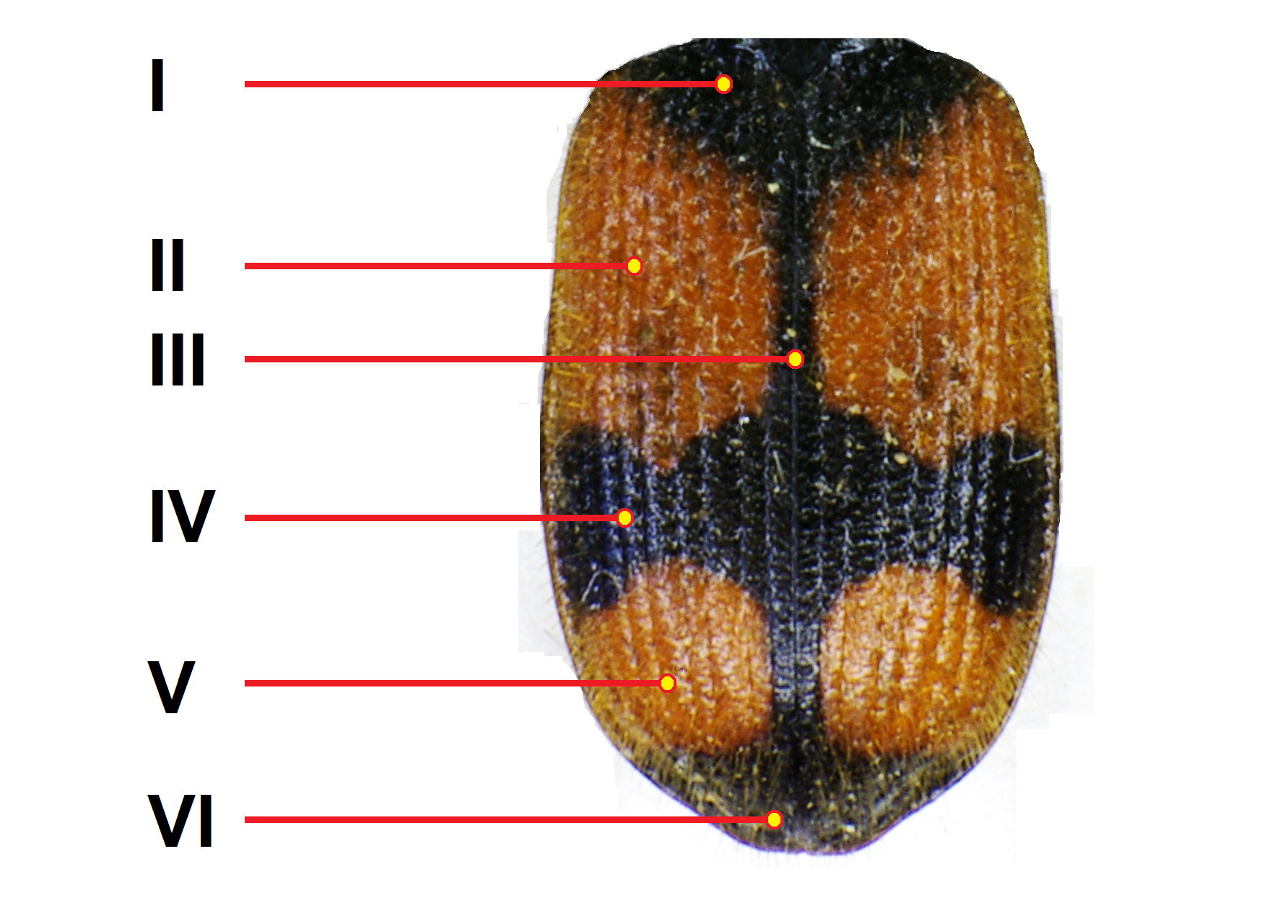
Kleurenschema van de dekschilden

De tekening van de kruissmalkop bestaat uit een zwarte basiskleur met heldere, roodoranje vlekken op de dekschilden. Het voorste deel van het dekschild is zwart, aan de zijkanten van de dekschilden gaat de zwarte kleur over in rood zodat aan de voorzijde een zwarte driehoek ontstaat(I). De rode vlek aan de voorzijde (II) wordt in het midden onderbroken door de zwarte middennaad (III) en reikt tot ongeveer de helft van het dekschild. Hier gaat de vlek over in een zwarte, brede dwarsband (IV). Op ongeveer het midden van het achterste deel van het dekschild is een ronde, rode vlek aanwezig die vrijwel altijd aan de buitenste dekschildrand grenst (V). De vleugelpunten aan de achterzijde van de dekschilden zijn zwart van kleur (VI).

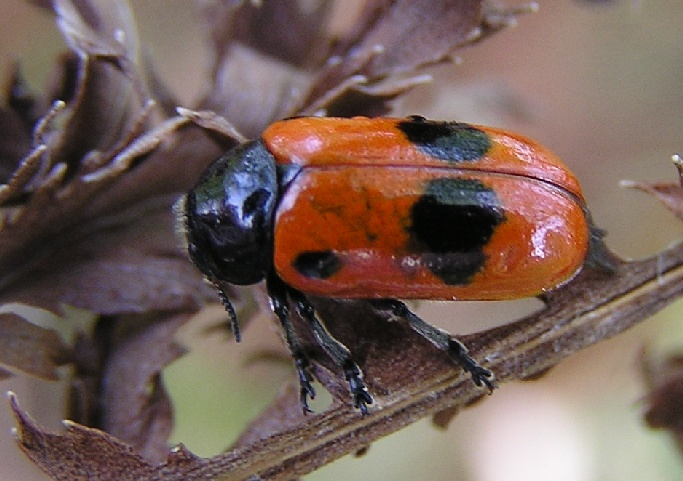
Zuidelijke mierenzakkever (Clytra laeviuscula)
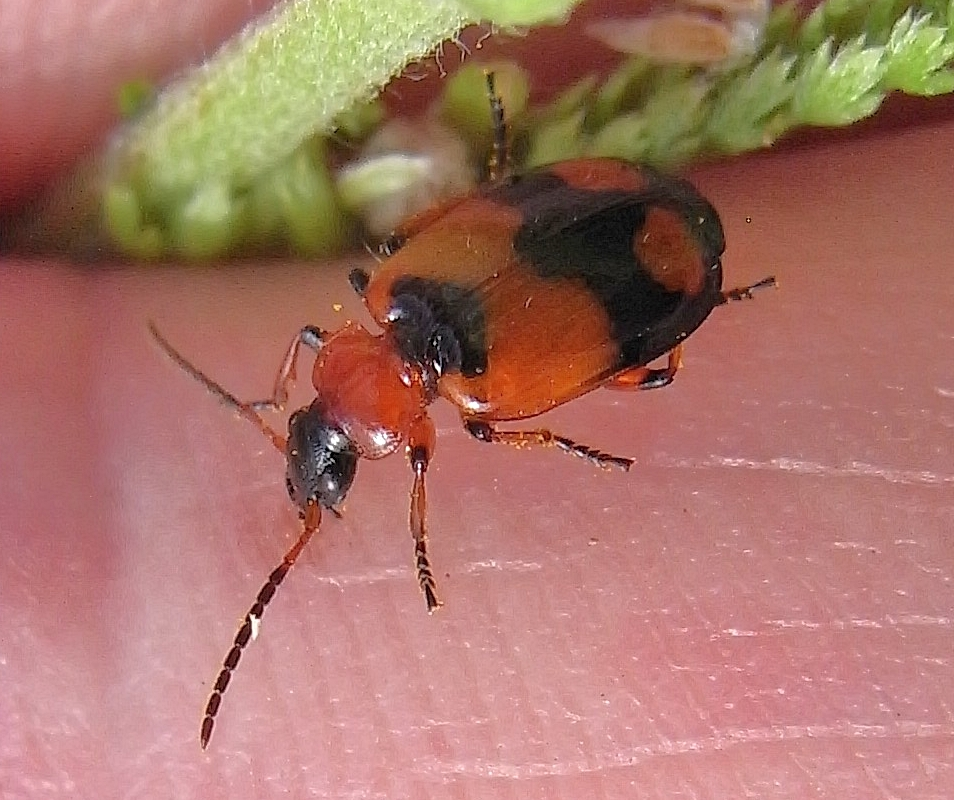
Lebia cruxminor
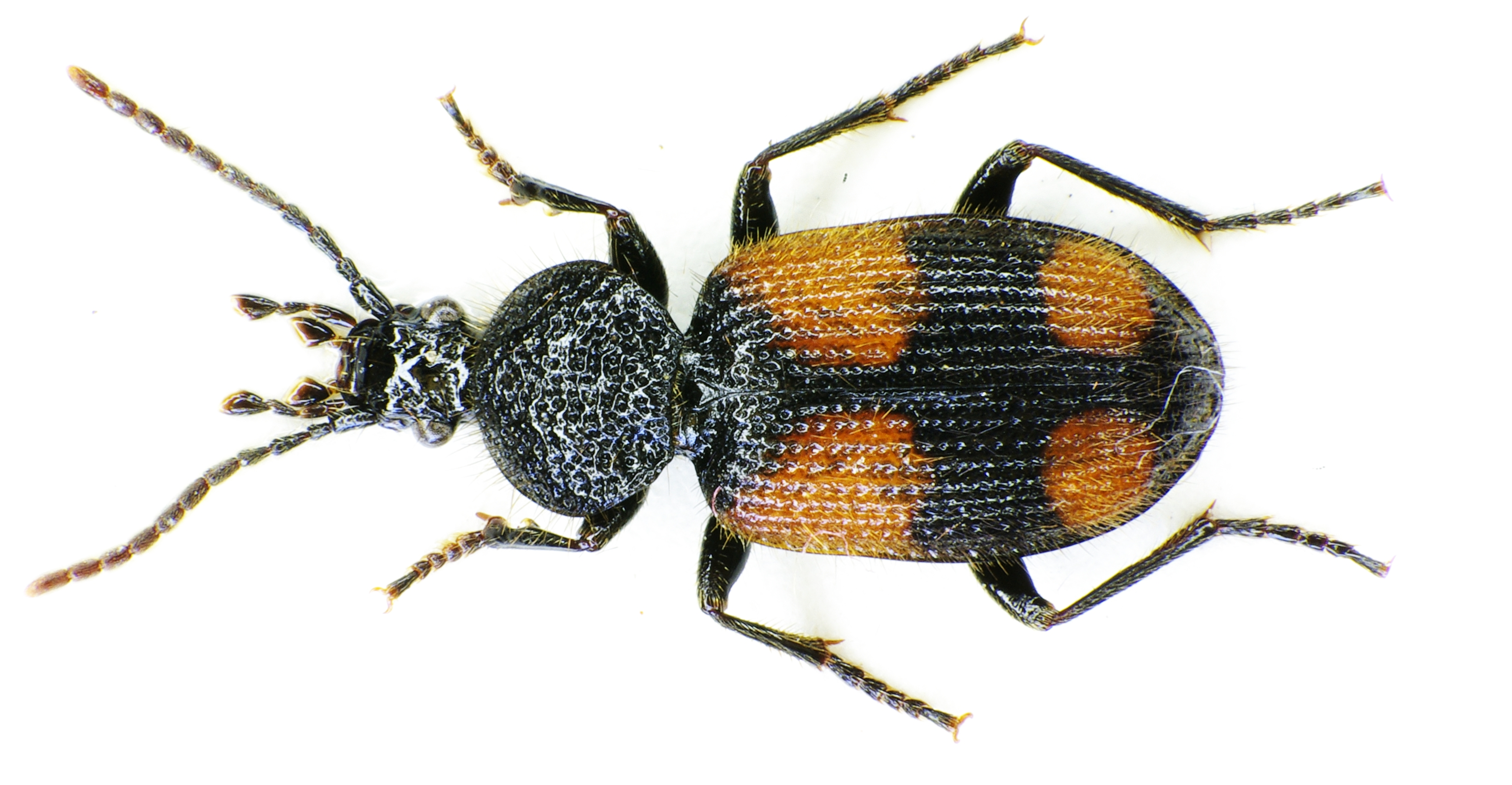
Panagaeus bipustulatus
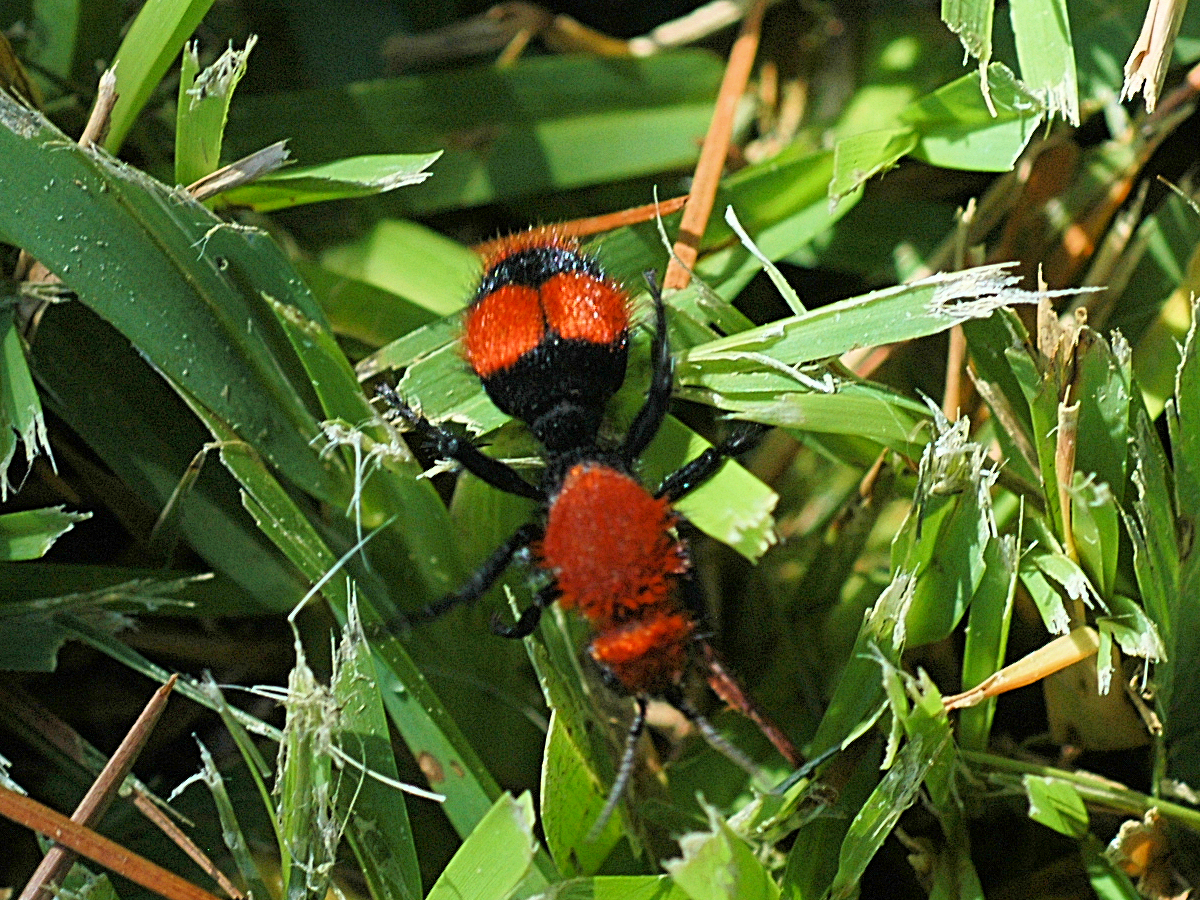
Mierwesp

De kruissmalkop is met slechts weinige andere soorten te verwarren. Andere gelijkende kevers zoals de mierenzakkevers en andere loopkevers zoals soorten uit het geslacht Lebia hebben overwegend rode dekschilden. De sterk verwante soort Panagaeus bipustulatus is moeilijker te onderscheiden. Deze kever blijft gemiddeld iets kleiner en wordt ongeveer 6,5 tot 7,5 millimeter lang. Panagaeus bipustulatus heeft een ronder halsschild en het halsschild draagt zowel grove putten als kleine putjes; bij de kruissmalkop zijn alleen grove putjes aanwezig. De vlekken op het achterste deel van de dekschilden reiken niet tot de schildrand zoals bij de kruissmalkop wel het geval is.

## Levenswijze
De kruissmalkop is een terrestrische soort, die sterk aan natte gronden bij zoet oppervlaktewater gebonden is. Het voedsel wordt op de bodem gezocht en de kever schuilt onder stenen en tussen de bladeren in de strooisellaag. Hij komt voor in vochtige biotopen zoals moerassen, graslanden, klavervelden en in de vegetatie langs de oevers van verschillende wateren. Volwassen exemplaren overwinteren tussen de wortels van waterminnende bomen als de populier en de wilg en kunnen ook onder losse boomschors worden aangetroffen.
De kruissmalkop is nachtactief en houdt zich overdag op in de strooisellaag en onder objecten als stenen en stukken hout.

### Voortplanting en ontwikkeling

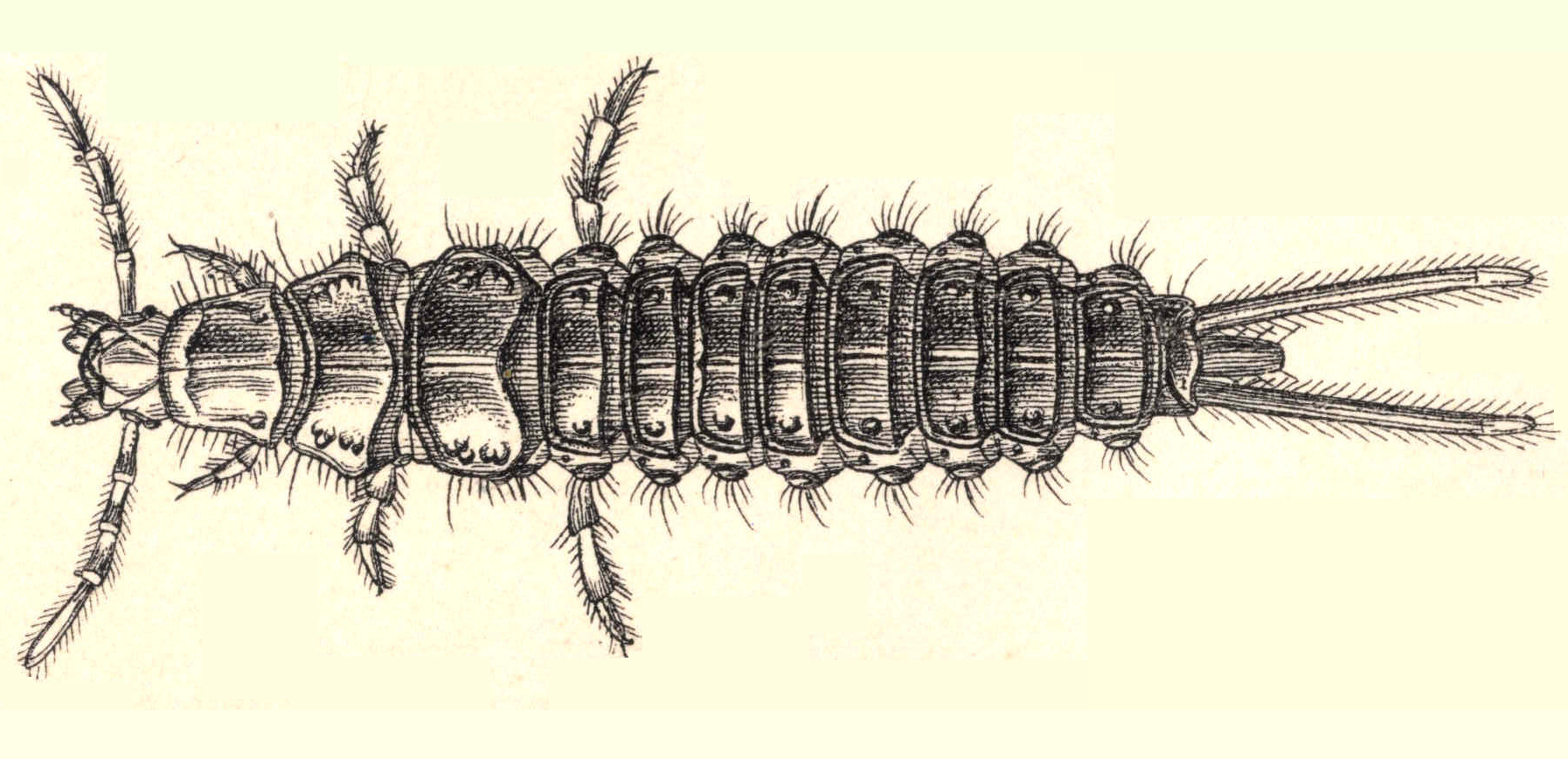
Larve van de kruissmalkop

De volwassen kevers zoeken elkaar in de lente en zomwer op voor de paring, de eitjes worden in de bodem afgezet. Over de voortplanting van de kever is verder weinig bekend.
De larve is net als de volwassen kever een geduchte jager die leeft van kleine ongewervelden. De larve is worm-achtig maar heeft in vergelijking met andere keverlarven lange antennes en eveneens lange achterlijfsaanhangsels of cerci. Zowel de antennes als de cerci zijn donker maar hebben een lichtere punt. De cerci zijn langer dan de antennes, tussen de cerci is de anale buis gelegen. Het lichaam van de larve wordt beschermd door verharde platen, de platen aan de bovenzijde worden tergieten genoemd en zijn donker van kleur. Het gehele lichaam draagt een borstelige beharing van setae. Deze zintuigharen hebben een tastzintuiglijke functie. De poten van de larve zijn gedrongen en net als het lichaam behaard; het uiteinde van de poot draagt twee haakvormige klauwtjes.
De larve is een bodembewoner. Hij vervelt een aantal keer en als de larve volledig is ontwikkeld vindt aan het einde van de zomer de verpopping plaats onder de grond. De kever komt al na een paar weken uit zijn pop maar blijft hier om te overwinteren. Pas in de volgende lente komen de volwassen kevers tevoorschijn, waarna de voortplantingscyclus opnieuw begint.

### Voedsel en vijanden
De kruissmalkop is een vleeseter. De exacte voedselbehoefte van de kever is niet bekend; waarschijnlijk voeden zowel de larven als de volwassen kevers zich met langs het water levende slakken.
Over de soortspecifieke vijanden van de kever is weinig bekend. De kleuren van de kruisloopkever hebben een waarschuwende functie; de kever heeft in vergelijking met andere loopkevers zeer bonte kleuren en een relatief lange beharing. Een zwarte basiskleur in combinatie met de rode vlekken en de lange beharing dienen waarschijnlijk om vijanden te misleiden. De loopkever is ongevaarlijk maar lijkt door de kenmerkende kleuren en beharing op een mierwesp, die anders dan de kever over een angel beschikt, waarmee ze een pijnlijke steek kunnen geven. Hierdoor gaan veel dieren de mierwespen uit de weg en de kruisloopkever profiteert hiervan. Deze vorm van het nabootsen van kleuren wordt mimicry van Bates genoemd.

## Naamgeving en taxonomie

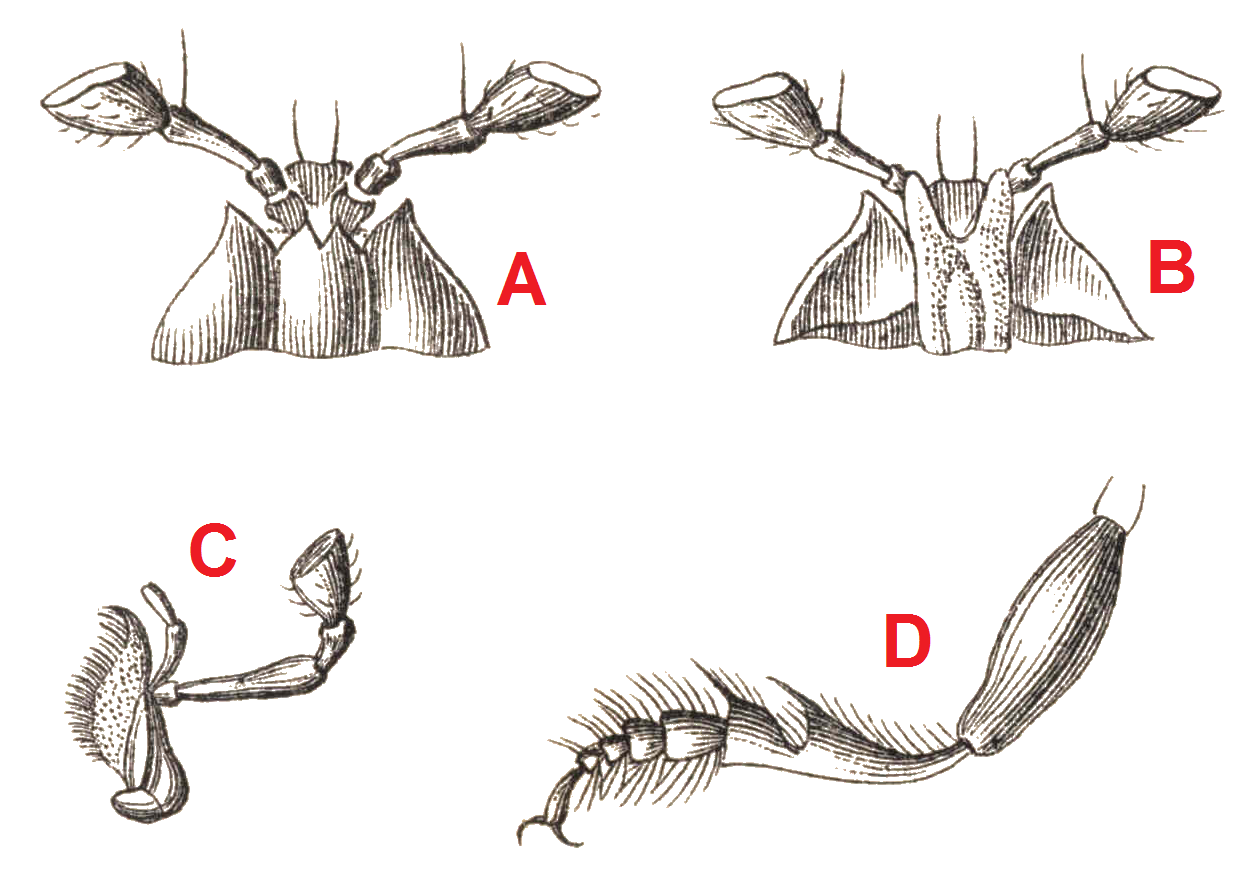
Onderdelen van de kruissmalkop, tekening uit Die Käfer des Deutschen Reiches van Edmund Reitter
A = Labium (bovenaanzicht)
B = Labium (onderaanzicht)
C = Maxilla
D = Tarsus van de voorpoot

De Nederlandse naam kruissmalkop slaat op de vlektekening van vier rode vlekken op de dekschilden op een zwarte achtergrond, zodat op het midden een breed zwart kruis ontstaat. De wetenschappelijke soortnaam cruxmajor betekent vrij vertaald 'groot kruis'. Enkele verwante keversoorten hebben eveneens een dergelijke tekening, zie onder onderscheid met andere soorten.
De kruissmalkop speelt een rol in een anekdote waarbij Charles Darwin op een onprettige manier in aanraking kwam met het verdedigingsmechanisme van loopkevers. Darwin had twee loopkevers gevangen – één in iedere hand – toen hij een kruissmalkop opmerkte die hij koste wat kost wilde vangen. Hij klemde hiertoe een van de gevangen loopkevers voorzichtig tussen zijn tanden om de kruisloopkever te kunnen bemachtigen. Het ging echter mis en Darwin verloor als gevolg van dit incident alle drie de exemplaren. Zijn ervaring omschreef hij later als volgt:

to my unspeakable disgust & pain the little inconsiderate beast squirted his acid down my throat

Vertaling: Tot mijn onvoorstelbare afschuw en pijn spoot het kleine onattente beest zijn zuur in mijn keel.

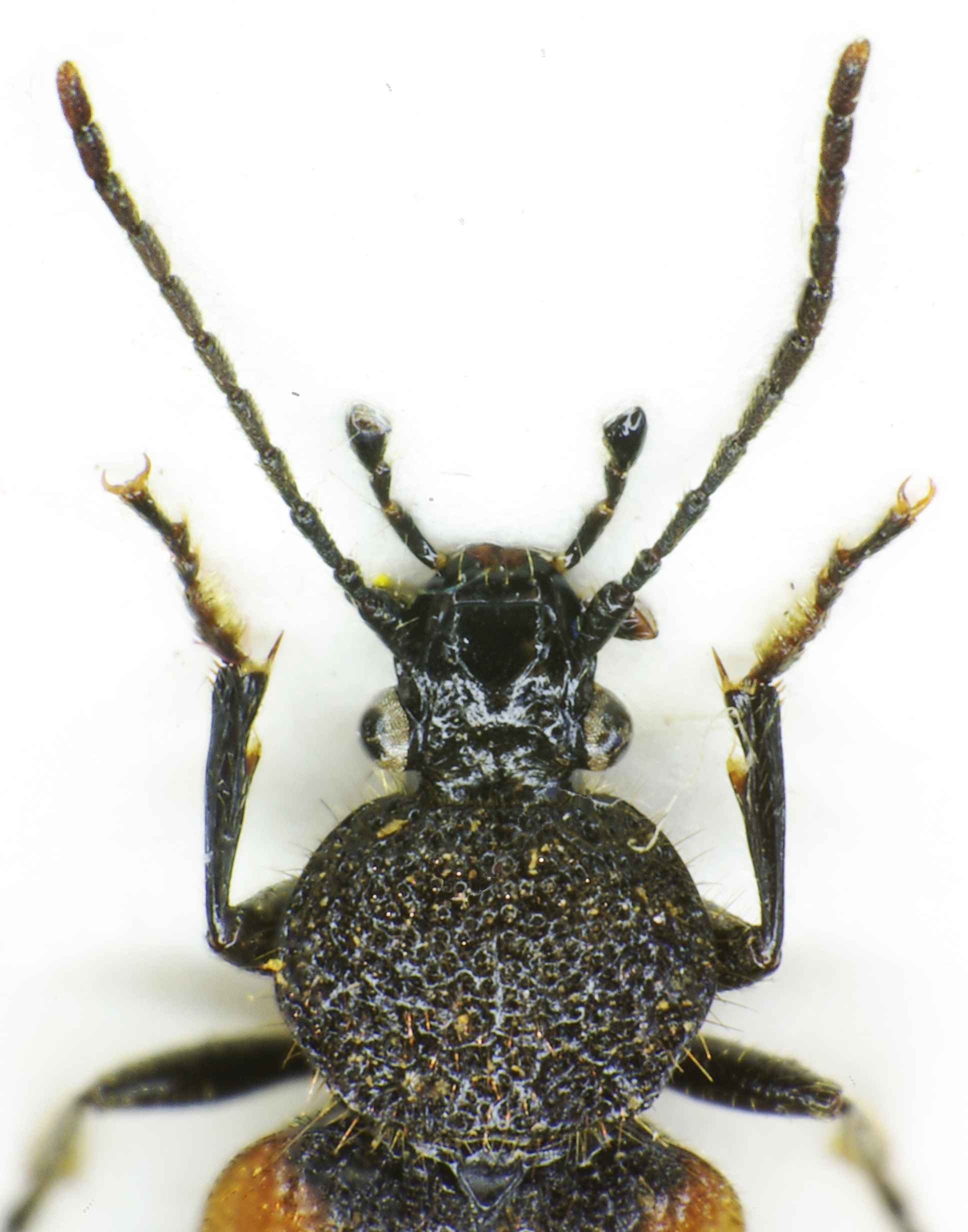
Bovenaanzicht kop
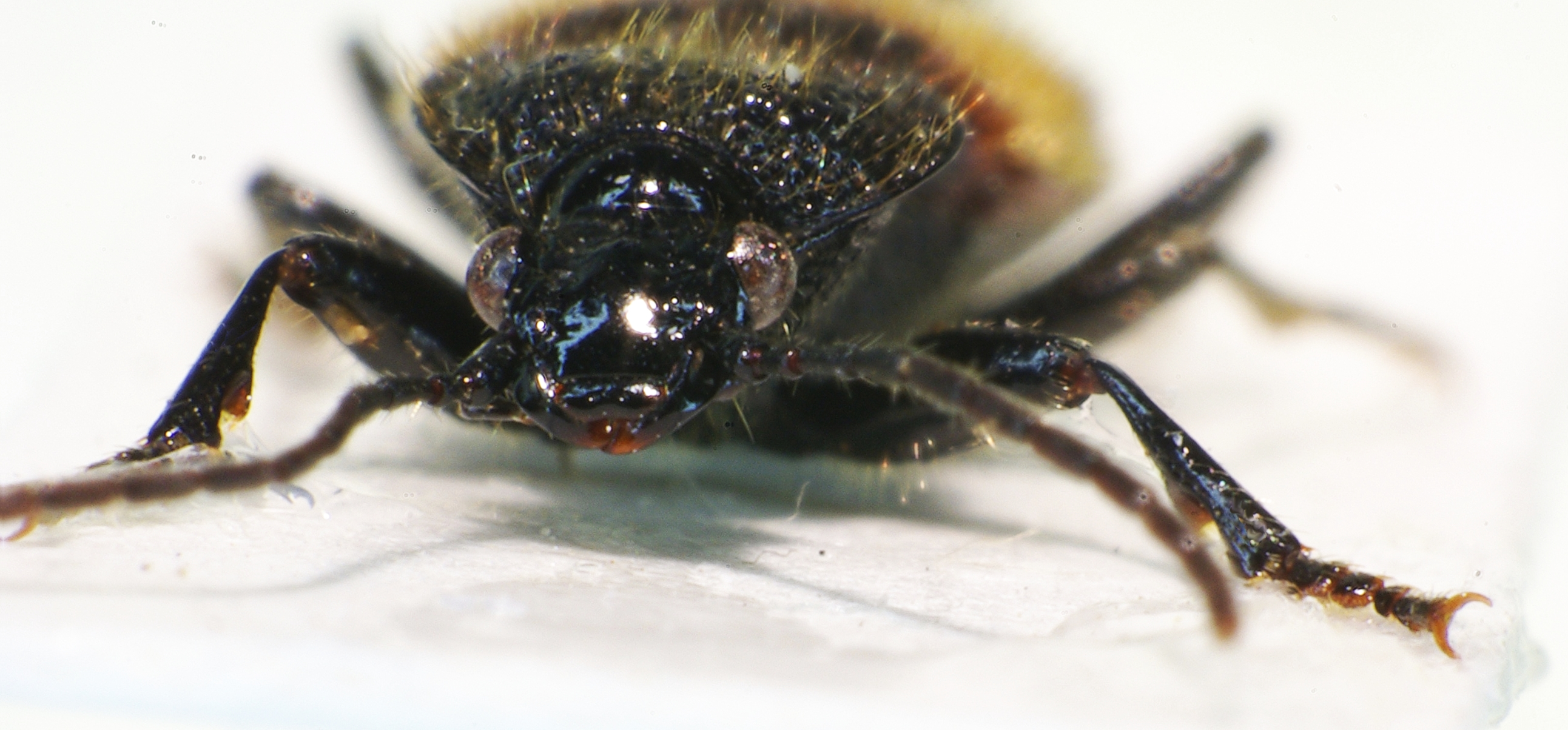
Vooraanzicht kop
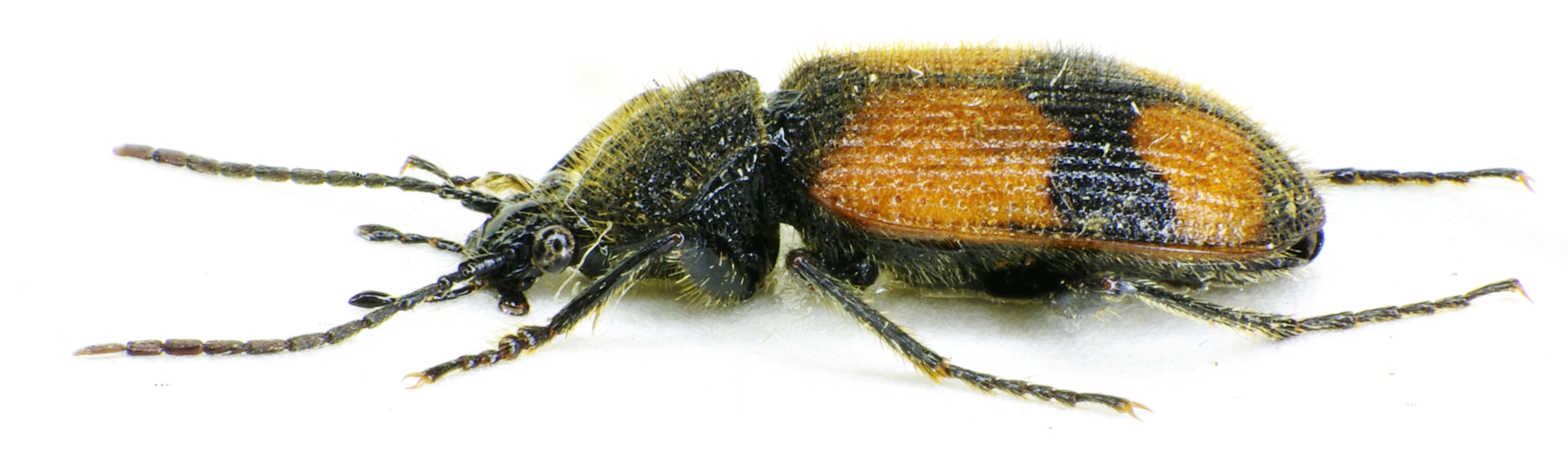
Zijaanzicht
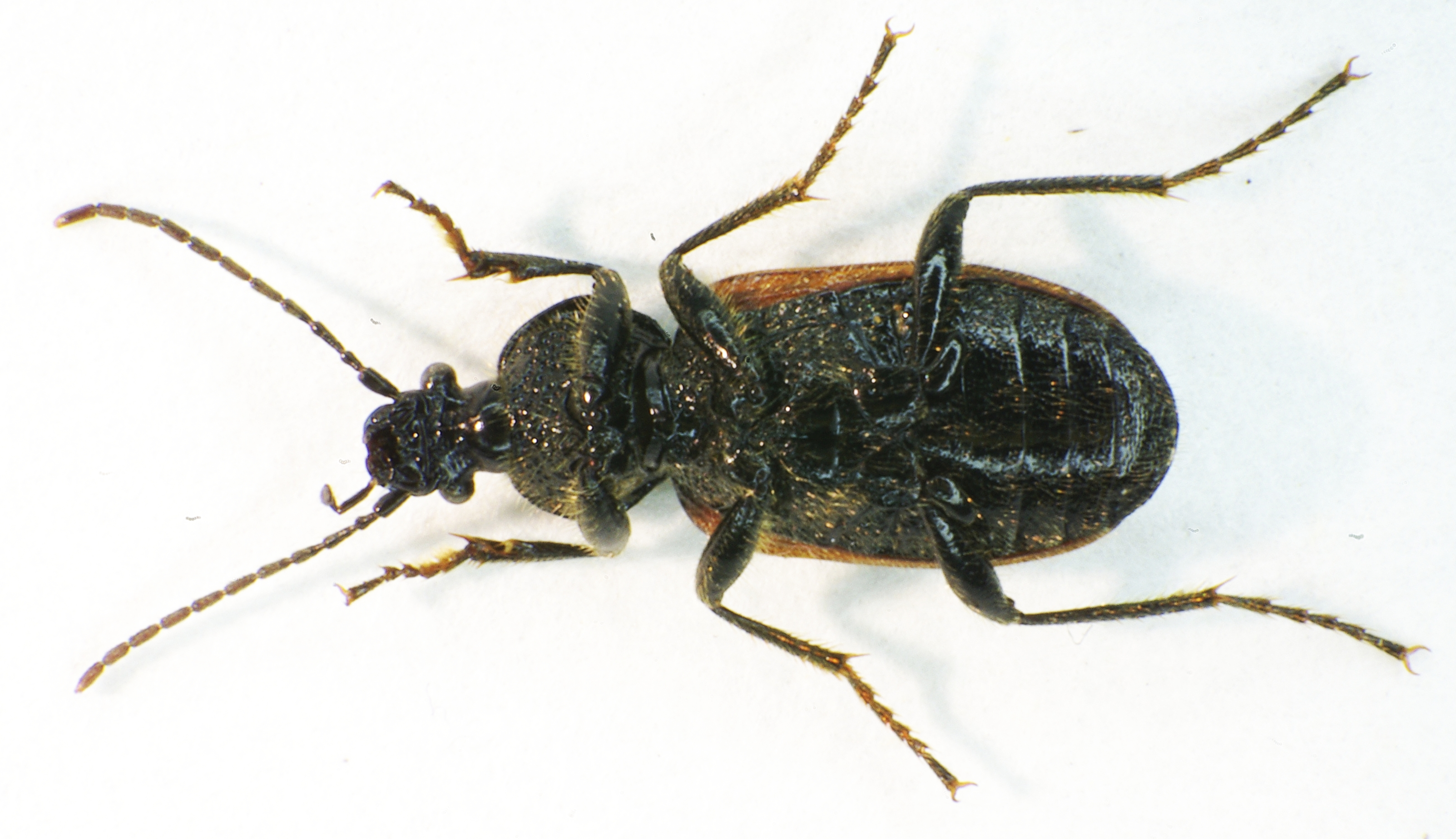
Onderaanzicht